# Крушколики мишић
Крушколики мишић (КМ)  један је од мишића ноге смештен дубоко у карлици. У комбинацији са другим задњим мишићима кука, КМ стабилизује зглоб кука учвршћујући главу бутне кости унутар ацетабулума кости кука. Такође доприноси спољашњој ротацији зглоба кука, поред абдукције бутине док је она у савијеном положају.

## Анатомија
Крушколики мишић је мишић седалног региона који лежи дубоко до великог седалног мишића. Он припада групи од шест кратких спољашњих ротатора кука (gemellus superior, obturator internus, gemellus inferior, quadratus femoris, obturator externus).
Причвршћујући се за сакрлну кост на једном крају и већи трохантер на другом, овај мишић је одговоран за стабилизацију зглоба кука и померање бутине у различитим правцима.

## Клинички значај
Због свог положаја, и правца пружања мишићних влакана, КМ има специфичну улогу у ротацији ноге, и веома блиски односа са великим седалним живцем, изазивајучи пириформни синдром. Зато он представља веома важну, практично незаобилазну структуру у испитивању и процени, болних стања доњег дела кука и карлице.

## Галерија
- Muscles of the gluteal and posterior femoral regions